# Tom Elmer
Tom Elmer (* 1. April 1997) ist ein Schweizer Mittelstreckenläufer.

## Privates
2020 wurde Elmer mit der Glarner Ehrennadel ausgezeichnet.

## Sportliche Laufbahn
Bei den Olympischen Jugend-Sommerspielen 2014 in Nanjing belegte er mit 1:52,35 min im Finale Platz 6.
Zwischen 2019 und 2023 wurde Elmer jedes Jahr Schweizer Meister im 1500-Meter-Lauf im Freien sowie 2020, 2022 und 2023 in der Halle.
2022 wurde er zudem Schweizer Meister im 3000-Meter-Lauf in der Halle.

### Persönliche Bestzeiten
- 800 Meter: 1:47,44 min, 26. August 2022 in Lausanne[2][3]
  - 800 Meter (Halle): 1:48,11 min, 3. Februar 2023 in Erfurt[2][3]
- 1000 Meter: 2:25,45 min, 1. September 2018 in Teufen[2][3]
  - 1000 Meter (Halle): 2:24,88 min, 2. Februar 2020 in Magglingen[2][3]
- 1500 Meter: 3:34,50 min, 4. August 2023 in Bern[2][3]
  - 1500 Meter (Halle): 3:39,17 min, 8. Februar 2023 in Torun[2][3]
- 1 Meile: 3:59,06 min, 3. Juli 2020 in Luzern[2][3]
- 2000 Meter: 5:01,32 min, 24. Juli 2020 in Bern[2][3]
- 3000 Meter: 7:48,77 min, 12. September 2022 in Bellinzona[2][3]
  - 3000 Meter (Halle): 8:04,59 min, 27. Februar 2022 in Magglingen[2][3]